# Flupirtina
La flupirtina è una aminopiridina che agisce come un analgesico centrale non oppioide. Il farmaco è diventato disponibile in alcuni paesi europei a partire dal 1984. È unico nel suo genere, trattandosi di una sostanza non oppioide e neppure di un anti-infiammatorio non steroideo.
Secondo alcuni studi eseguiti in vivo su animali da laboratorio l'attività analgesica della flupirtina è decisamente superiore a quella del paracetamolo e simile a quella della pentazocina. Risulta però inferiore se paragonata a quella della morfina e della buprenorfina.

In seguito a somministrazione orale l'analgesia compare in 20-30 minuti e perdura per 4-6 ore. Il farmaco non possiede attività antiflogistica.

## Meccanismo di azione
La flupirtina agisce in modo selettivo a livello neuronale sui canali di potassio, facilitandone la apertura. Inoltre ha anche proprietà di antagonista del recettore N-metil-d-aspartate (NMDAR).

## Farmacocinetica
La flupirtina maleato dopo somministrazione orale viene assorbita rapidamente e quasi completamente a livello del tratto gastrointestinale.

La biodisponibilità risulta pari a circa il 90% dopo somministrazione orale e del 73% dopo somministrazione rettale. Il picco plasmatico viene raggiunto a distanza di circa 2 ore dalla somministrazione orale e 6 ore dopo somministrazione rettale. La emivita plasmatica del farmaco è di 5-9 ore.

La flupirtina nell'organismo umano può venire idrolizzata e successivamente acetilata oppure ossidata e poi coniugata con glicina.

L'eliminazione del farmaco avviene attraverso le urine, per il 70% sotto forma di metaboliti oppure di farmaco immodificato. Circa il 20% della sostanza viene invece eliminata con le feci. La flupirtina è in grado di superare la barriera ematoencefalica e in piccole quantità può essere riscontrata nel latte materno.

## Tossicità
Dopo somministrazione orale la DL50 è di 617 mg/kg nel topo e di 1660 mg/kg nel ratto.

## Usi clinici
La flupirtina maleato è indicata nel trattamento di forme dolorose di diversa eziologia, per il dolore acuto e cronico, da moderato a severo. Le sue deboli proprietà miorilassanti la hanno resa popolare per i dolori articolari, ma è stata anche ampiamente utilizzata per l'emicrania, le nevralgie, la fibromialgia, in oncologia, nel dolore post-operatorio, in ginecologia e in odontostomatologia.
La flupirtina possiederebbe attività neuro protettiva ed è stata valutata per un suo possibile uso nella malattia di Creutzfeld-Jakob e nelle malattie da prioni, nel morbo di Alzheimer e nella sclerosi multipla. È stato anche proposto un suo utilizzo nel trattamento della malattia di Batten.

## Effetti collaterali
In alcuni soggetto la flupirtina può causare diversi effetti collaterali fra cui vertigini, stanchezza, nausea, stipsi, diarrea, aumento degli enzimi epatici (transaminasi), reazioni cutanee, sudorazione profusa, disturbi della vista.

## Controindicazioni e precauzioni d'uso
La terapia con flupirtina non deve protrarsi per più di 4 settimane. Durante il trattamento è bene che il medico esegua un attento monitoraggio della funzione epatica del paziente. Si deve tenere presente che in caso di somministrazione a soggetti affetti da insufficienza renale la emivita del farmaco viene prolungata.

## Dosi terapeutiche
In genere nel soggetto adulto la flupirtina maleato viene somministrata per via orale al dosaggio di 100 mg 3-4 volte al giorno. È bene non oltrepassare la dose massima di 600 mg/die.

Il farmaco può anche essere somministrato per via rettale al dosaggio di 150 mg 3-4 volte al giorno. In questo caso la dose massima assunta può essere di 900 mg/die.

## Interazioni
La flupirtina aumenta l'attività degli anticoagulanti. L'alcool e i sedativi centrali potenziano l'azione deprimente del farmaco.